# Master Control
Master Control – trzeci album studyjny amerykańskiego speed metalowego zespołu Liege Lord wydany 19 sierpnia 1988 przez Metal Blade Records.

## Lista utworów
1. „Fear Itself ” – 4:27
2. „Eye of the Storm ” – 4:18
3. „Master Control ” – 5:09
4. „Kill the King (cover Rainbow) ” – 3:46
5. „Soldiers' Fortune ” – 3:03
6. „Feel the Blade ” – 3:34
7. „Broken Wasteland ” – 4:15
8. „Rapture ” – 4:28
9. „Suspicion ” – 3:31
10. „Fallout ” – 5:44

## Twórcy
| - Joseph Comeau – śpiew - Tony Truglio – gitara - Paul Nelson – gitara - Matt Vinci – gitara basowa - Frank Cortese – perkusja | - Terry Date – produkcja, realizacja nagrań - Matt Lane – realizacja nagrań - John Zeleznik – projekt okładki - Jeffrey Fellows – zdjęcia |